# Plenty of grit
「Plenty of grit」（プレンティ オブ グリット）は、林原めぐみの35枚目のシングル。2008年7月23日にスターチャイルドから発売された（KICM-1245）。

## 概要
自身のシングルとしては、前作からおよそ1年半ぶりにリリースされた。前作の「A Happy Life」はカヴァーシングルであるため、林原のオリジナル曲を収録したシングルとしては「Meet again」以来約2年ぶりである（さらに、収録曲全て新曲オリジナルだと、2003年の「負けないで、負けないで…」以来およそ5年ぶりとなる）。
約11年ぶりにテレビアニメ化された『スレイヤーズ』の新シリーズ（テレビ東京系列放送）の主題歌シングルであり、収録2曲はそれぞれ『スレイヤーズREVOLUTION』のオープニングテーマおよびエンディングテーマ。作詞は、これまで同作シリーズで主人公・リナ＝インバースを演じる林原自身が行っており、楽曲製作は佐藤英敏、大平勉、たかはしごうらがそれぞれ手掛け、また、コーラスには親交の深い奥井雅美を迎えた（林原曰く、「豪華メンバー」「黄金メンバー」）。なお、佐藤が林原の楽曲（シングル）を手掛けるのは、2000年の25thシングル「unsteady」以来8年（10作）ぶりである。
ジャケットのデザインは、林原の「青い空一面にしたい」という発案によって、CG合成を一切使わずにロケバスの屋根上で撮影された。また、カバージャケットには『スレイヤーズREVOLUTION』が描かれている。
このシングルの発売以前に『スレイヤーズ』関連の作品として、2006年にはスレイヤーズ10周年記念シングル「Meet again」、2008年6月25日にはセレクションアルバム『スレイヤーズMEGUMIX』が発表されており、後者には「Plenty of grit」のテレビサイズ・バージョンが収録されている。『スレイヤーズ』アニメとのタイアップは「feel well」以来（「Meet again」は記念シングルのため）。
今作と『スレイヤーズMEGUMIX』の宣伝を林原自ら積極的に行っており、キングレコード（スターチャイルドレコード）提供の番組にたびたび登場していた（主に後輩の堀江由衣、野中藍、白石涼子などがパーソナリティを務める各番組など）。

## 記録
オリコンのシングル・デイリーチャートでは最高4位、週間シングルチャート（2008年8月4日付）で初登場6位となった。これにより、「負けないで、負けないで…」以来となる同チャートトップ10入りを果たすとともに、シングルでのトップ10獲得数は「Give a reason」から数えて通算15作目となり、自身が持つ記録を更新した。
なお、オリコンやMEGUMI HOUSE、その他の宣伝広告などでは「Plenty of grit／Revolution」と両A面扱いになっているが、正式には「Plenty of grit」の単独A面である。

## 曲の解説
作詞をした林原本人によれば、収録曲のどちらも同作品および主人公・リナの性格を表現したものになっていること。
Plenty of grit
- 「Plenty of grit」とは林原曰く「ど根性」の意を込めた造語で[2][3]、「良いタイトルはないか」と辞書やインターネットの翻訳ツールで調べていて思いついたとのこと[2]。
- この曲は、林原がパーソナリティを務めるラジオで発売前から放送されていた[2][3]。

Revolution
- タイトルは『スレイヤーズREVOLUTION』より拝借[2][3]。林原は「（歌詞にもあるように）エンディングらしくない曲」にしたかったと述べている[2]。
- 『スレイヤーズMEGUMIX』の初回盤特典のブックレットには、過去の楽曲とともにこの曲の歌詞が一部掲載されている。
- 曲の間奏部分では、『スレイヤーズ』に登場する呪文でリナ＝インバースの代名詞・ドラグスレイブの詠唱の一節が使われている（同時に逆再生を使った仕掛けもある）。発売後に自身のラジオ番組で間奏が放送できるようになった際には、林原本人はその仕掛けの存在を明かさせたために喜んでいた[5]。

## 収録曲
（全作詞：MEGUMI）
1. Plenty of grit [4:49]
作曲：佐藤英敏、編曲：大平勉
  - テレビ東京系列放送テレビアニメ『スレイヤーズREVOLUTION』オープニングテーマ
2. Revolution [4:17]
作曲・編曲：たかはしごう
  - テレビ東京系列放送テレビアニメ『スレイヤーズREVOLUTION』エンディングテーマ
3. Plenty of grit 〜off vocal version〜 [4:49]
4. Revolution 〜off vocal version〜 [4:15]

## 参加ミュージシャン
- Vocal & Chorus：林原めぐみ

| Plenty of grit - Programming & Keyboards：大平勉 - Guitar：矢吹俊郎 - Chorus：奥井雅美・SATOMI "DARK" TAKAHASHI | Revolution - Programming：たかはしごう - Guitar：梶原順 - Bass：小松秀行 - Drums：酒井愁 |

## 収録アルバム
| 曲名           | 収録アルバム                                                     | 発売日         | 規格品番          | 備考             |
| -------------- | ---------------------------------------------------------------- | -------------- | ----------------- | ---------------- |
| Plenty of grit | 『スレイヤーズMEGUMIX』                                          | 2008年6月25日  | KICA-916〜918     | TVサイズが収録。 |
| Plenty of grit | 『CHOICE』                                                       | 2010年7月21日  | KICS-1548         |                  |
| Plenty of grit | 『VINTAGE White』                                                | 2011年6月11日  | KICS-91670〜91671 |                  |
| Plenty of grit | 『「林原めぐみ 1st LIVE -あなたに会いに来て-」配信限定アルバム』 | 2017年12月13日 | NOPA-1644         |                  |
| Plenty of grit | 『スレイヤーズMEGUMIXXX』                                        | 2020年3月25日  | KICA-2573〜2575   |                  |
| Revolution     | 『スレイヤーズMEGUMIX』                                          | 2008年6月25日  | KICA-916〜918     | TVサイズが収録。 |
| Revolution     | 『CHOICE』                                                       | 2010年7月21日  | KICS-1548         |                  |
| Revolution     | 『スレイヤーズMEGUMIXXX』                                        | 2020年3月25日  | KICA-2573〜2575   |                  |